# Telling Lies in America
Telling Lies in America es una película de drama de 1997 por Guy Ferland y escrita por Joe Eszterhas.

## Trama
Karchy Jonas es un estudiante de 17 años de edad (que emigró de Hungría 7 años antes) tratando de encontrar su camino en el mundo.
Conoce a una personalidad de radio Billy Magic quien lo toma bajo su ala. Sin embargo, las autoridades están tras Billy por aceptar sobornos de compañías discográficas. 

## Elenco
- Kevin Bacon como Billy Magic.
- Brad Renfro como Karchy 'Chucky'/'Slick' Jonas.
- Maximilian Schell como el doctor Istvan Jonas.
- Calista Flockhart como Diney Majeski.
- Paul Dooley como el padre Norton.
- Jonathan Rhys Meyers como Kevin Boyle.
- Luke Wilson como Henry.
- Damen Fletcher como Amos 'Blood Smith'.
- Jerry Swindall como Andy 'Croak' Stas.
- K.K. Dodds como Justine.
- James Kisicki como Cecil Simms.
- J.J. Horna
- Ben Saypol como Timmy Morelli.
- Tony Devon como Danny Hogan.
- Rohn Thomas como el sargento Disapri
- Tuesday Knight como recepcionista de WHK.